# 德巴爾格
德巴爾格（Debarq 或 Dabareq）是埃塞俄比亞北部阿姆哈拉州北貢德爾地區的小鎮，座標13°8′N 37°54′E / 13.133°N 37.900°E，海拔2,850米。根據埃塞俄比亞中央統計局2005年的資料，德巴爾格人口約24,997，其中男性11,850人，女性13,147人。